# کافه ولتر

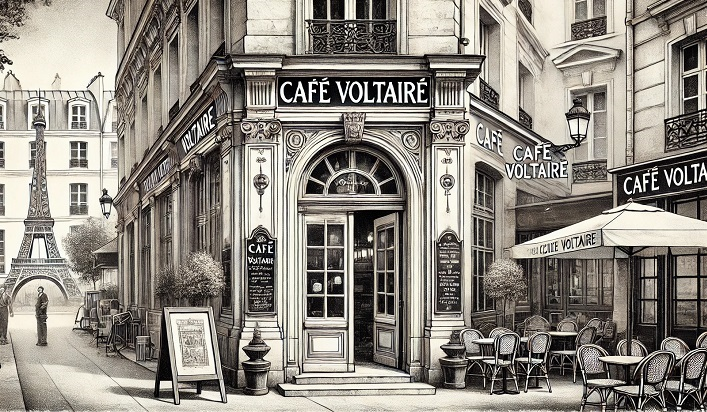
کافه ولتر

کافه ولتر (Café Voltaire) نام یک کافه مشهور در پاریس است که در اواخر قرن نوزدهم و اوایل قرن بیستم، به محلی برای گردهمایی نویسندگان، هنرمندان و روشنفکران پیشرو تبدیل شد. این کافه به افتخار فیلسوف و نویسنده بزرگ فرانسوی، ولتر، نامگذاری شد و نمادی از روشنفکری و آزاداندیشی بود. در سال‌هایی که کافه ولتر به نقطه عطفی برای اندیشه‌های نوگرا و جریان‌های مدرن تبدیل شد، چهره‌های مشهوری از سراسر جهان در آنجا به بحث و گفتگو می‌پرداختند و بنیان‌های فرهنگی و هنری جدیدی را پایه‌ریزی می‌کردند.

## جریان ادبی
کافه ولتر در ابتدا یک مکان ساده برای استراحت و نوشیدن قهوه بود، اما به زودی به پاتوق افرادی تبدیل شد که به دنبال فضایی برای بیان دیدگاه‌های تازه و تبادل افکار آزاد بودند. در آن زمان، پاریس به عنوان مرکز فرهنگی و هنری اروپا شناخته می‌شد و بسیاری از نویسندگان و هنرمندان از سراسر جهان برای تجربه فضای فرهنگی آزاد و متنوع این شهر، به آنجا سفر می‌کردند. کافه ولتر با فضایی که برای آزاداندیشی و نوآوری فراهم کرده بود، به یکی از مهم‌ترین پاتوق‌های هنری و فرهنگی این دوره تبدیل شد.
کافه ولتر به تدریج به محلی برای تولد جریان‌های فرهنگی و هنری جدید در سطح جهانی تبدیل شد. این کافه جایی بود که افراد از ملیت‌ها و پس‌زمینه‌های فرهنگی متفاوت گرد هم می‌آمدند و به تبادل افکار و دیدگاه‌ها می‌پرداختند. تأثیر این مکان به حدی بود که برخی از جنبش‌های ادبی و هنری بزرگ قرن بیستم، از جمله دادائیسم و سوررئالیسم، به نوعی ریشه‌های خود را در جلسات و گفتگوهایی که در کافه ولتر برگزار می‌شد، یافتند. دادائیسم، جنبشی که به رد کلیه اصول متعارف و قواعد زیبایی‌شناسی پرداخت، در کافه ولتر توسط هنرمندان پیشرو از جمله تریستان تزارا و هوگو بال شکل گرفت. این جنبش بعدها تأثیرات عمیقی بر هنر، ادبیات و فرهنگ مدرن گذاشت و به عنوان یکی از رادیکال‌ترین جنبش‌های هنری قرن بیستم شناخته شد.

## هنرمندان سرشناس
کافه ولتر محل حضور و فعالیت بسیاری از نویسندگان، شاعران، فیلسوفان و هنرمندان بزرگ دوران خود بود. از جمله برجسته‌ترین افرادی که در کافه ولتر حضور یافتند، می‌توان به تریستان تزارا، هوگو بال، هانس آرپ، آندره برتون، و گیوم آپولینر اشاره کرد. این افراد از چهره‌های برجسته جنبش‌های هنری و ادبی قرن بیستم بودند و در شکل‌گیری جریان‌های مدرن مانند دادائیسم و سوررئالیسم نقشی اساسی ایفا کردند.
تریستان تزارا و هوگو بال، دو تن از بنیان‌گذاران جنبش دادائیسم، جلسات بحث و اجرای آثار هنری خود را در کافه ولتر برگزار می‌کردند. آثار و اجراهای آن‌ها که اغلب به نقد فرهنگ بورژوازی و رد اصول مرسوم هنر می‌پرداختند، باعث جذب علاقه‌مندان و چهره‌های برجسته دیگر شد و کافه ولتر به محلی برای پرورش اندیشه‌های نوگرا تبدیل شد.
همچنین آندره برتون، شاعر و نویسنده فرانسوی، که بعدها به عنوان یکی از بنیان‌گذاران جنبش سوررئالیسم شناخته شد، از چهره‌های برجسته‌ای بود که در کافه ولتر حضور داشت. او با الهام از جلسات و گفتگوهایی که در این کافه برگزار می‌شد، جنبش سوررئالیسم را به وجود آورد که بر رؤیاها، ناخودآگاه و رهایی از قوانین منطقی تاکید داشت و به یکی از مهم‌ترین جریان‌های هنری قرن بیستم تبدیل شد.